# 锡尔蔡姆
锡尔蔡姆（法語：Siltzheim，法語發音：[siltsaim]；莱茵法兰克语：Sílze）是法国下莱茵省的一个市镇，属于萨韦尔讷区。

## 地理
锡尔蔡姆（49°3'44"N, 7°5'37"E）面积6.96 平方千米，位于法国大東部大區下莱茵省，该省份为法国大陆部分最东部的省份，是阿尔萨斯的一部分，今与上莱茵省组成了阿尔萨斯欧洲集体，其南至上莱茵省，西南接孚日省和默尔特-摩泽尔省，西接摩泽尔省，北与德国接壤。
与锡尔蔡姆接壤的市镇（或旧市镇、城区）包括：安巴赫、讷夫格朗日、维特兰、泽坦、埃比蔡姆。
锡尔蔡姆的时区为UTC+01:00、UTC+02:00（夏令时）。

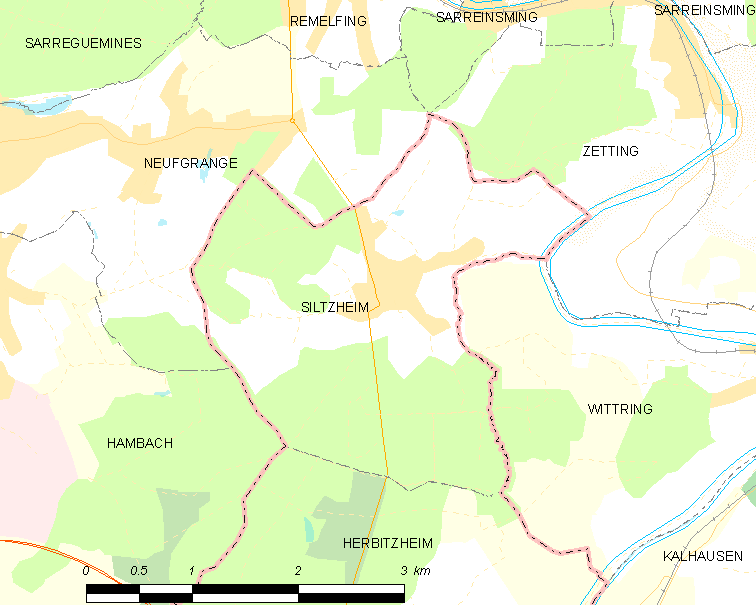
锡尔蔡姆的OSM定位图

## 行政
锡尔蔡姆的邮政编码为67260，INSEE市镇编码为67468。

## 政治
锡尔蔡姆所属的省级选区为英维莱尔县。

## 人口

1962-2008年间锡尔蔡姆人口变化图示

锡尔蔡姆于2022年1月1日时的人口数量为615人。